# El Evangelio del Mal
El Evangelio del Mal ("L'Évangile selon Satan" en francés) es una novela de suspense y terror, escrita por Patrick Graham, publicada el año 2007, sobre la lucha de una Agente Especial del FBI y una organización satanista que se plantea asumir el control del Vaticano de manera inminente. El libro fue galardonado en Francia con el prestigioso Pris Maison de la Presse 2007, otorgado cada año por libreros a los libros más destacados en lengua francesa. Es la primera novela de Graham.

## Sinopsis
El libro comienza con los relatos ocurridos en Italia, en el año 1348: Entre paisajes desolados por la peste, un monasterio recibe la visita de una monja recoleta a punto de morir que trae consigo unas extrañas pertenencias. La madre superiora del convento acoge a la anciana moribunda (que no habla), sin saber que está abriendo las puertas del monasterio a un asesino demoniaco.
En la otra línea narrativa nos muestra, en EE. UU. y en el tiempo actual a la médium Marie Parks, del FBI, que investiga unos extraños asesinatos: la tortura y crucifixión de cuatro chicas, siguiendo un tipo de rito. Paralelamente, el Vaticano también está tras la pista de ese asesino, que según se descubre, ha existido desde tiempos lejanos y que ha sido ejecutado en muchas ocasiones. Es por ello que envía a su mejor exorcista, el padre Alfonso Carzo, quién no tarda en darse cuenta de que hay una conspiración para destruir a la fe cristiana, a las otras religiones abrahámicas  y que tendrá que enfrentarse a la Bestia en varias partes del mundo.
La línea central la brinda la búsqueda y protección de un misterioso libro, escrito por el propio Satanás y que narraría como fue en realidad la fundación del mundo. Protegido por cientos de años, personas que han perdido la cordura y calamidades, este tiene una descripción única: "Aquí termina el principio. Aquí comienza el fin. Malditos sean los ojos que lean en él".

## Personajes principales
- Marie Megan Parks (12 de septiembre de 1975 - Hattiesburg, Maine): es la agente especial del FBI encargada de investigar a asesinos itinerantes. Sufrió un accidente de coche en el que murió su marido y su hija pequeña, y el cual le dejó como secuelas una serie de capacidades mediúmnicas. Entre ellas se encuentran ver y oír a personas muertas y experimentar sus vidas enteras.

- Alfonso Carzo: un exorcista que investiga para el Vaticano. Junto a Marie, intentará encontrar el evangelio de Satán antes que el grupo de los ladrones de almas de la cofradía del Humo Negro lo encuentre y destruya siglos de fe cristiana.

- Caleb el viajero: el líder de los Ladrones de Almas, un grupo de demonios que obedecen a Satán en la búsqueda del famoso evangelio. Actúan poseyendo cuerpos de humanos, quienes no mueren ni envejecen mientras están dentro de ellos, y tienen habilidades tales como reanimar cadáveres para usarlos como marionetas.

- Bafomet: un demonio especialmente poderoso al que Carzo se ha enfrentado en múltiples ocasiones.

- Valentina Graziano: es la inspectora de la policía italiana que se encargará de averiguar que está pasando tras el asesinato de un cardenal en la mismísima Ciudad del Vaticano.

- Stuart Crossman: el director del FBI.

- Camarlengo Campini: el ejecutor de los procedimientos del cónclave para la elección del Papa.

- Oscar Camano: uno de los cardenales del Vaticano.

- Don Gabriele es el máximo capo de la Cosa Nostra en Italia que se opone al grupo satanista debido a su fe católica.